# Église Saint-Léonard-de-Noblac de Kirkop
L'église paroissiale Saint-Léonard est une église catholique située à Kirkop, à Malte.

## Historique
L'église, construite en 1500 et agrandie en 1706 et 1779 ainsi qu'en 1800 avec l'ajout de deux beffrois, est consacré le 10 novembre 1782. Elle est placée sous la titulature de saint Léonard de Noblac, adopté comme saint patron en 1592.

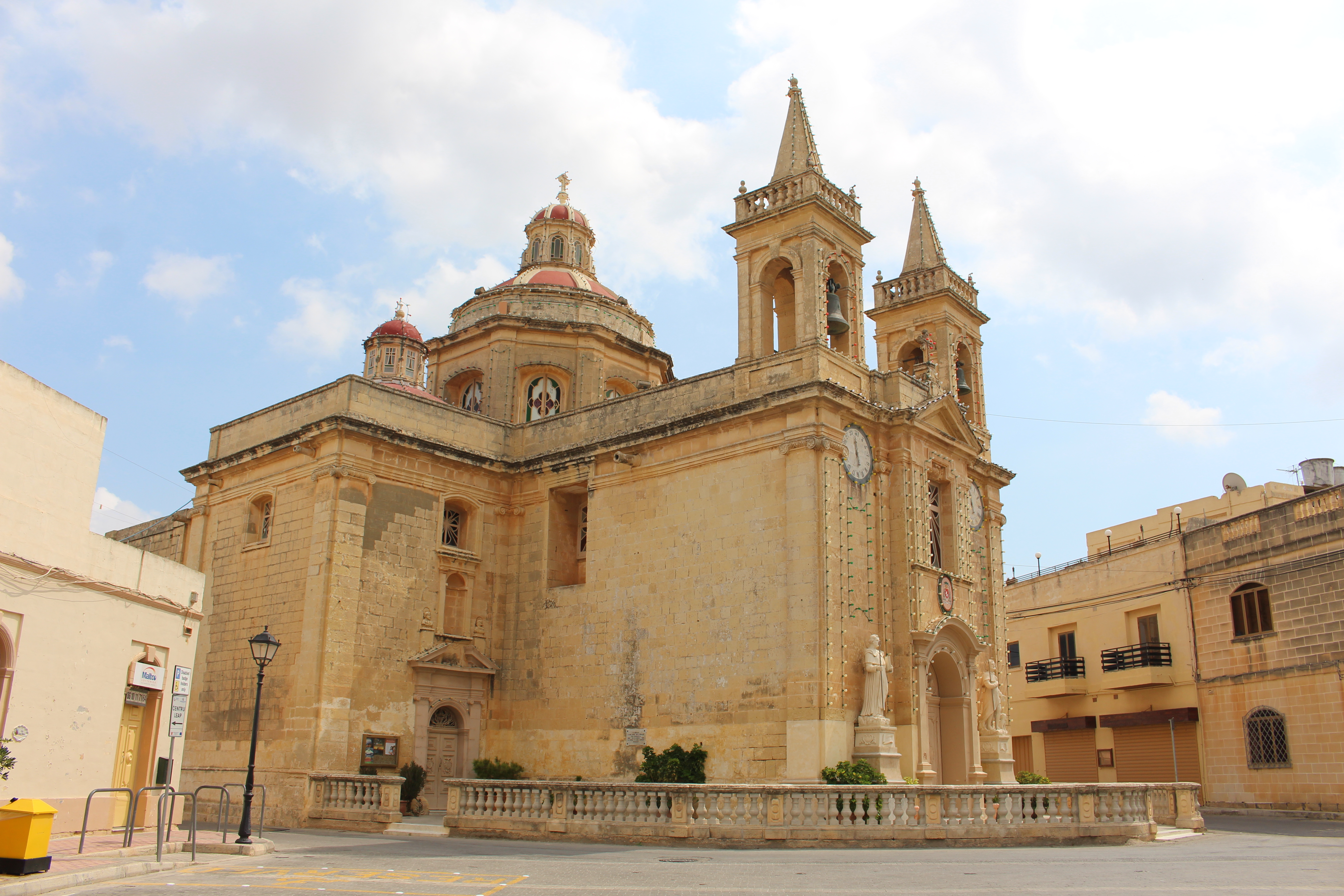
Vue extérieure de l'Église Saint-Léonard-de-Noblac.